# Embuscade de Chatoï
Conflit russo-tchétchène
(Première guerre de Tchétchénie)
Batailles
Batailles d'avant-guerre
- 1re Grozny
- Destruction de l'armée de l'air tchétchène (ru)

1994–1995
- Dolinskoïe
- Bataille de Khankala
- 2e Grozny
- Bombardement de Chali
- Incident d'Aksaï (ru)
- Crise de Boudionnovsk
- Vedeno
- Bamout
- Massacre de Samachki
- Goudermes

1996
- Crise de Kizliar-Pervomaïskoïe
- Crise des otages de la mer Noire
- 3e Grozny
- Chatoï
- Attentat de Naltchik (ru)
- 4e Grozny

L'embuscade de Chatoï (connue en Russie sous le nom de bataille de Iarich-mardi) est un événement important de la première guerre de Tchétchénie s'étant produit près de la ville de Chatoï, dans les montagnes du sud de la Tchétchénie. Les insurgés tchétchènes, sous la direction de leur commandant Ibn al-Khattab, ont lancé une attaque contre un important convoi des forces armées russes, entraînant une bataille acharnée de trois heures.
Les rebelles tchétchènes parviennent à détruire la totalité des véhicules du convoi et à infliger de lourdes pertes aux troupes russes. La bataille marque un changement majeur dans les tactiques défensives tchétchènes et marque l’une des défaites les plus débilitantes subies par l’armée russe pendant la guerre.

## Déroulement
L'attaque détruit la colonne du 2e bataillon russe du 245e régiment de fusiliers motorisés de la Garde, tuant 53 militaires et en blessant 52 autres, selon les chiffres officiels russes. Les premiers bilans des autorités font état de seulement 26 tués et 51 blessés. Selon les autres sources, plus de 70,, à près de 100,,,, voire 223 soldats du 245e régiment sont morts dans l'embuscade. Quelques civils voyageant avec le convoi auraient également été tués.
Selon le récit de seconde main du volontaire polonais Mirosław Kuleba, le détachement de 43 hommes de Khattab a choisi un « endroit d'embuscade parfait » avec un ravin et un ruisseau d'un côté et une pente boisée de l'autre côté d'une route de montagne sinueuse : les rebelles ont d'abord laissé passer l'escouade de reconnaissance russe, avant de faire exploser un engin piégé lors du passage du char de tête. Simultanément, des tirs de RPG touchent le véhicule de commandement de l'unité, tuant instantanément le commandant russe, ainsi que l'APC situé à la fin de la colonne. Les Tchétchènes ouvrent ensuite le feu sur le reste de l'unité russe. L'attaque de trois heures détruit 27 véhicules blindés et camions du convoi. Seulement 12 des 199 soldats russes survivent au « massacre » ; les rebelles ne dénombrent que trois tués et six blessés.
Selon le livre russe Chechenskiy Kapkan, jusqu'à 100 combattants ont participé à l'embuscade contre la colonne de 30 véhicules blindés russes, près de 100 soldats ont été tués et « seulement huit ont échappé à la mort ».

## Conséquences
Une vidéo de l'embuscade, montrant la dépouille des soldats piétinés par les moudjahidines, est largement diffusée et célébrée en Tchétchénie, « Khattab marchant triomphalement sur un alignement de cadavres russes brûlés ». Cela lui vaut une renommée précoce en Tchétchénie et grande notoriété en Russie. Les images de carnage suscitent également de nouveaux appels à la démission du ministre russe de la Défense Pavel Gratchiov, la Russie suspendant temporairement le retrait limité de ses troupes.